# Discorso di Gettysburg

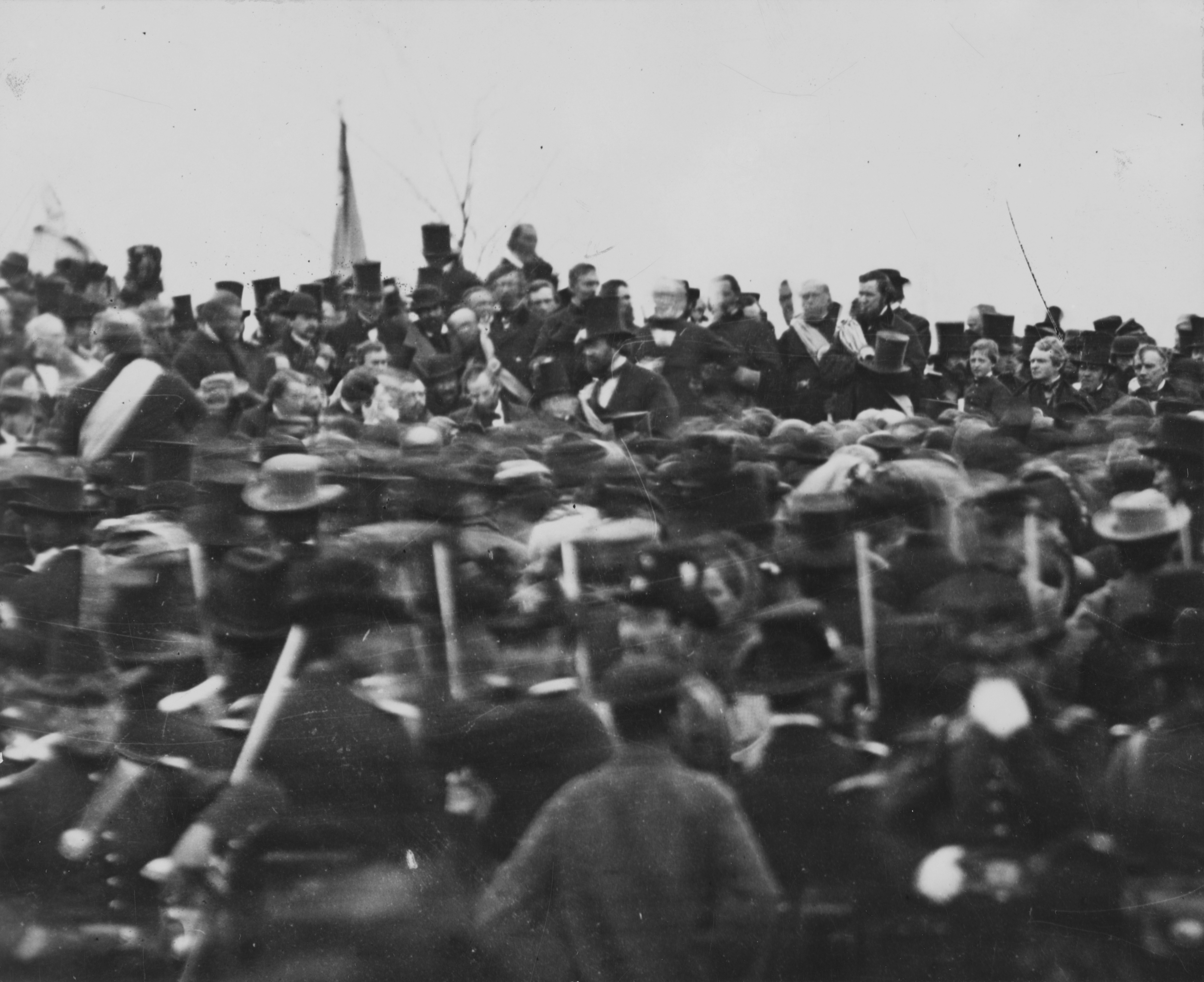
L'unica foto confermata di Abraham Lincoln a Gettysburg con alla sua sinistra la sua guardia del corpo, Ward Hill Lamon

Il discorso di Gettysburg (Gettysburg Address in inglese) è il discorso pronunciato dal presidente statunitense Abraham Lincoln il pomeriggio del 19 novembre 1863, durante la guerra di secessione, alla cerimonia di inaugurazione del cimitero militare di Gettysburg, svoltasi quattro mesi e mezzo dopo la sanguinosa battaglia di Gettysburg.
Il pensiero di Lincoln era rivolto allo sforzo della nazione nel corso della guerra civile, ma con l'ideale che a Gettysburg nessun soldato, dell'Unione o della Confederazione, del nord o del sud, fosse morto invano. Questo discorso rappresentò una pietra miliare nella costruzione della futura nazione americana.
Lincoln parla di come gli esseri umani siano uguali, riprendendo quanto sancito nella Dichiarazione di Indipendenza. Sostenne anche che la guerra civile sia stata una lotta non solo per l'Unione, ma «la rinascita della libertà» che avrebbe reso tutti davvero uguali all'interno di un'unica nazione finalmente unita.
Il discorso inizia con il famoso «Ottantasette anni fa», riferendosi al 1776, anno in cui avvenne la Rivoluzione Americana. Lincoln utilizzò la cerimonia di Gettysburg per incoraggiare il popolo ad aiutare la democrazia americana, in modo che il «governo del popolo, dal popolo, per il popolo, non abbia a perire (non scompaia) dalla terra».
Nonostante questo discorso sia stato uno dei più importanti della storia nazionale, non vi è certezza riguardo alle esatte parole del testo pronunciato quel giorno, dato che i cinque manoscritti noti al riguardo si differenziano l'uno dall'altro per alcuni dettagli.

## Contesto

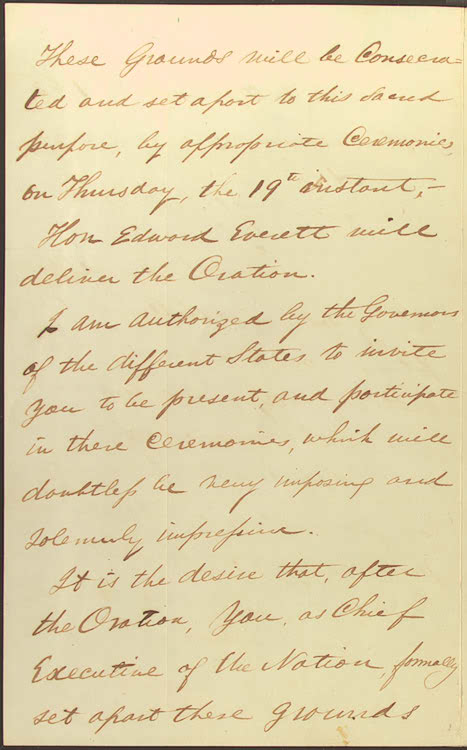
La lettera di David Wills

Terminata la battaglia di Gettysburg, il 3 luglio 1863, la risepoltura dei caduti dell'Unione ebbe inizio il 17 ottobre dello stesso anno. David Wills, facente parte della commissione del Gettysburg National Cemetery, disse al presidente Lincoln: «Desideriamo che lei, dopo l'Orazione, in qualità di Amministratore della nazione, metta formalmente da parte il ruolo sacro di queste terre con alcuni appropriati commenti».
Importante è sottolineare la salute cagionevole del Presidente in quel periodo. Lincoln disse di sentirsi debole durante il viaggio in treno da Washington; inoltre, nella mattina del 19 novembre 1863, sottolineò a John Nicolay quanto gli girasse la testa. John Hay, che stava viaggiando insieme a lui, osservò che durante l'orazione il viso di Lincoln aveva un «colore pallidissimo» e quanto questo fosse «triste, afflitto, quasi smunto». Sembra che il Presidente, quando tenne il discorso, fosse affetto da una forma leggera di vaiolo, il che contribuisce a spiegare le origini dell'eruzione vescicolare che conseguì nei giorni successivi al discorso di Gettysburg.

## Programmi ed eventi
Il programma stilato da David Wills comprendeva:
- Musica, della banda di Birgfeld[3] (Homage d'uns Heros di Adolph Birgfeld)
- Preghiera, del Reverendo T. H. Stockton, D.D.
- Musica, della Marine Band (Old Hundred), diretta da Francis Scala
- Orazione, dell'On. Edward Everett (The Battles of Gettysburg)
- Musica, Inno (Consecration Chant) da B. B. French, musica di Wilson G Horner, cantata dal Baltimore Glee Club
- Osservazioni dedicatorie, dal Presidente degli Stati Uniti
- Marcia funebre (Oh! It is Great for Our Country to Die, testo di James G. Percival, musica di Alfred Delaney), cantata dal coro scelto per l'occasione
- Benedizione, di Henry Louis Baugher[1]

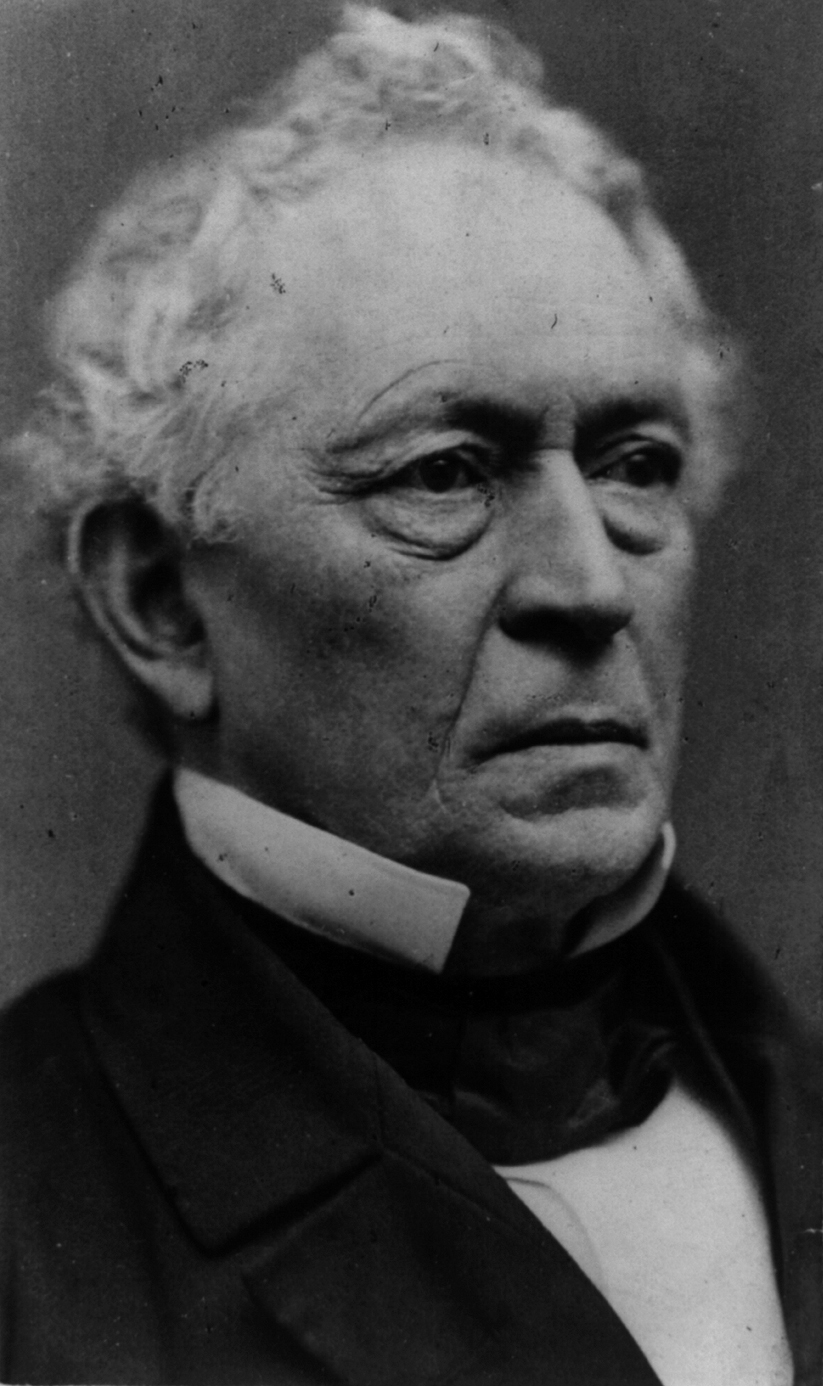
Prima di Lincoln venne già ingaggiato Edward Everett, celebre oratore, che tenne il suo elogio funebre di due ore

Anche se fu il più breve discorso di Lincoln, passò alla storia come il più superbo esempio di oratoria, all'epoca si pensò che questo onore sarebbe spettato all'arringa di Edward Everett, lunga 13 607 parole, che così iniziava:
Il discorso di Everett si concluse due ore dopo:
In questo periodo non era raro imbattersi in discorsi lunghi e particolareggiati come quello di Everett. Questa tradizione risaliva al 1831, quando il giudice della Corte suprema Joseph Story pronunciò una prolissa orazione al Mount Auburn Cemetery di Cambridge, nel Massachusetts, che per la sua forma riscosse comunque un buon successo di pubblico.

## Testo del discorso di Gettysburg

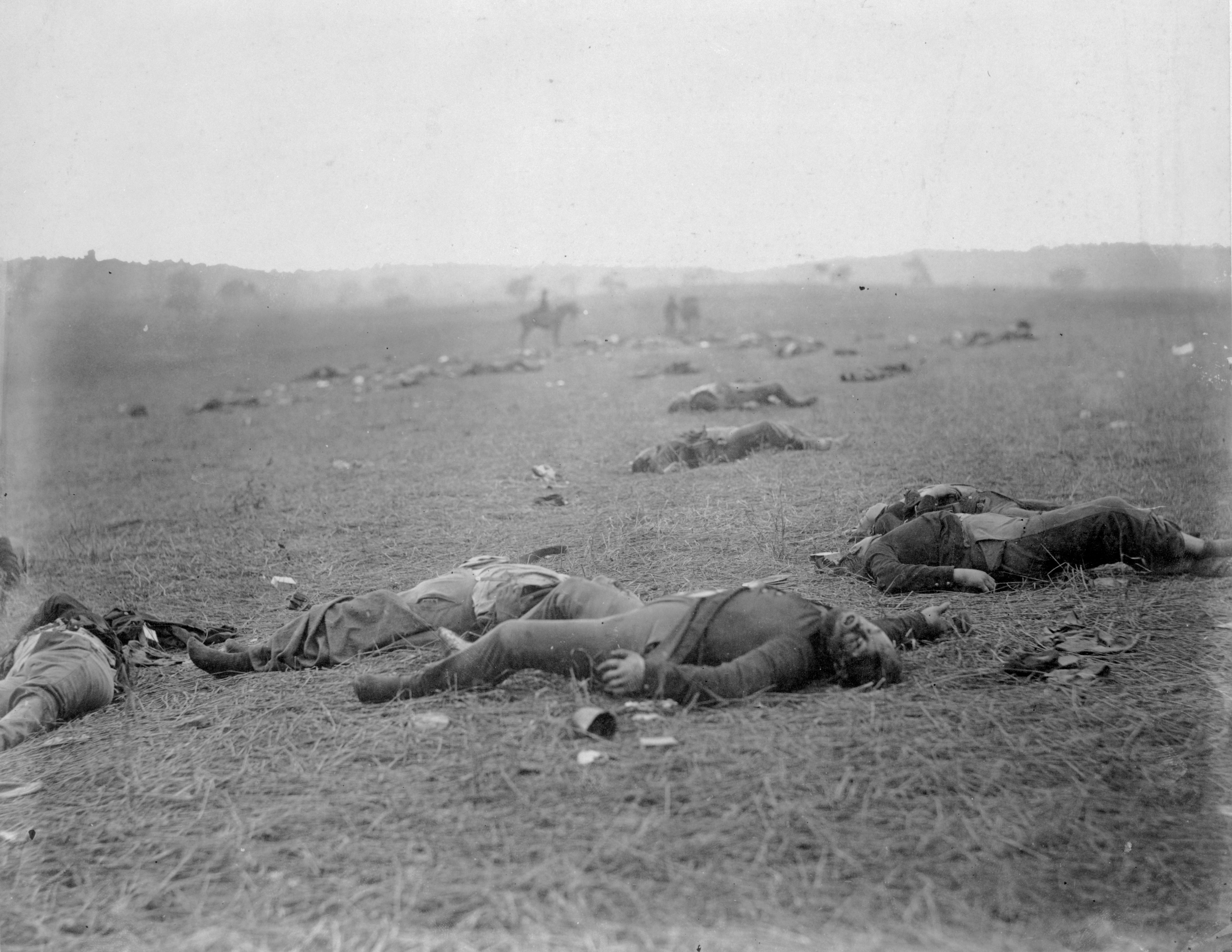
Soldati dell'Unione periti a Gettysburg, fotografati da Timothy H. O'Sullivan, 5-6 luglio, 1863

Poco dopo l'elogio funebre di Everett, Lincoln parlò solo per pochi minuti. Con «pochi commenti appropriati» fu in grado di riassumere il suo punto di vista sulla guerra in sole dieci frasi.
Now we are engaged in a great civil war, testing whether that nation, or any nation so conceived and so dedicated, can long endure. We are met on a great battlefield of that war. We have come to dedicate a portion of that field, as a final resting place for those who here gave their lives that that nation might live. It is altogether fitting and proper that we should do this.
Adesso noi siamo impegnati in una grande guerra civile, la quale proverà se quella nazione, o ogni altra nazione, così concepita e così votata, possa a lungo perdurare. Noi ci siamo raccolti su di un gran campo di battaglia di quella guerra. Noi siamo venuti a destinare una parte di quel campo a luogo di ultimo riposo per coloro che qui dettero la loro vita, perché quella nazione potesse vivere. È del tutto giusto e appropriato che noi compiamo quest'atto.
Ma, in un senso più ampio, noi non possiamo inaugurare, non possiamo consacrare, non possiamo santificare questo suolo. I coraggiosi uomini, vivi e morti, che qui combatterono, lo hanno consacrato, ben al di là del nostro piccolo potere di aggiungere o portar via alcunché. Il mondo noterà appena, né a lungo ricorderà ciò che qui diciamo, ma mai potrà dimenticare ciò che essi qui fecero. Sta a noi viventi, piuttosto, il votarci qui al lavoro incompiuto, finora così nobilmente portato avanti da coloro che qui combatterono. Sta piuttosto a noi il votarci qui al grande compito che ci è dinnanzi: che da questi morti onorati ci venga un'accresciuta devozione a quella causa per la quale essi diedero, della devozione, l'ultima piena misura; che noi qui solennemente si prometta che questi morti non sono morti invano; che questa nazione, guidata da Dio, abbia una rinascita di libertà; e che l’idea di un governo del popolo, dal popolo, per il popolo, non abbia a perire dalla terra.»
(Traduzione italiana del discorso di Gettysburg riconosciuta dalla Biblioteca del Congresso di Washington)

## Somiglianze ed allusioni

### Ispirazione neoclassica o biblica?
Il giornalista statunitense Garry Wills notò che vi erano numerose somiglianze fra il discorso di Lincoln e l'epitaffio di Pericle tramandataci da Tucidide. L'orazione funebre di Pericle, così come quella di Lincoln, inizia con una presa di coscienza dei riveriti predecessori:
In seguito, viene elogiata sia l'unicità dell'impegno preso dallo stato per difendere la democrazia e il sacrificio dei caduti:
Ben diversa è l'interpretazione di Adam Gopnik, giornalista statunitense del New Yorker. Gopnik sostenne che, mentre l'elogio funebre di Everett fosse di chiara ispirazione neoclassica, con riferimenti a Pericle, la retorica di Lincoln sia, invece, «deliberatamente Biblica - è molto difficile trovare un qualsiasi riferimento al mondo classico nei suoi discorsi. Lincoln ha padroneggiato il suono della bibbia di re Giacomo in un modo così intenso tanto che era in grado di rimaneggiare questioni del diritto costituzionale in termini biblici, facendo sembrare la proposta di unire gli uffici postali del Texas e del New Hampshire direttamente uscita dalla Genesi».

### Origine della frase «del popolo, dal popolo, per il popolo»

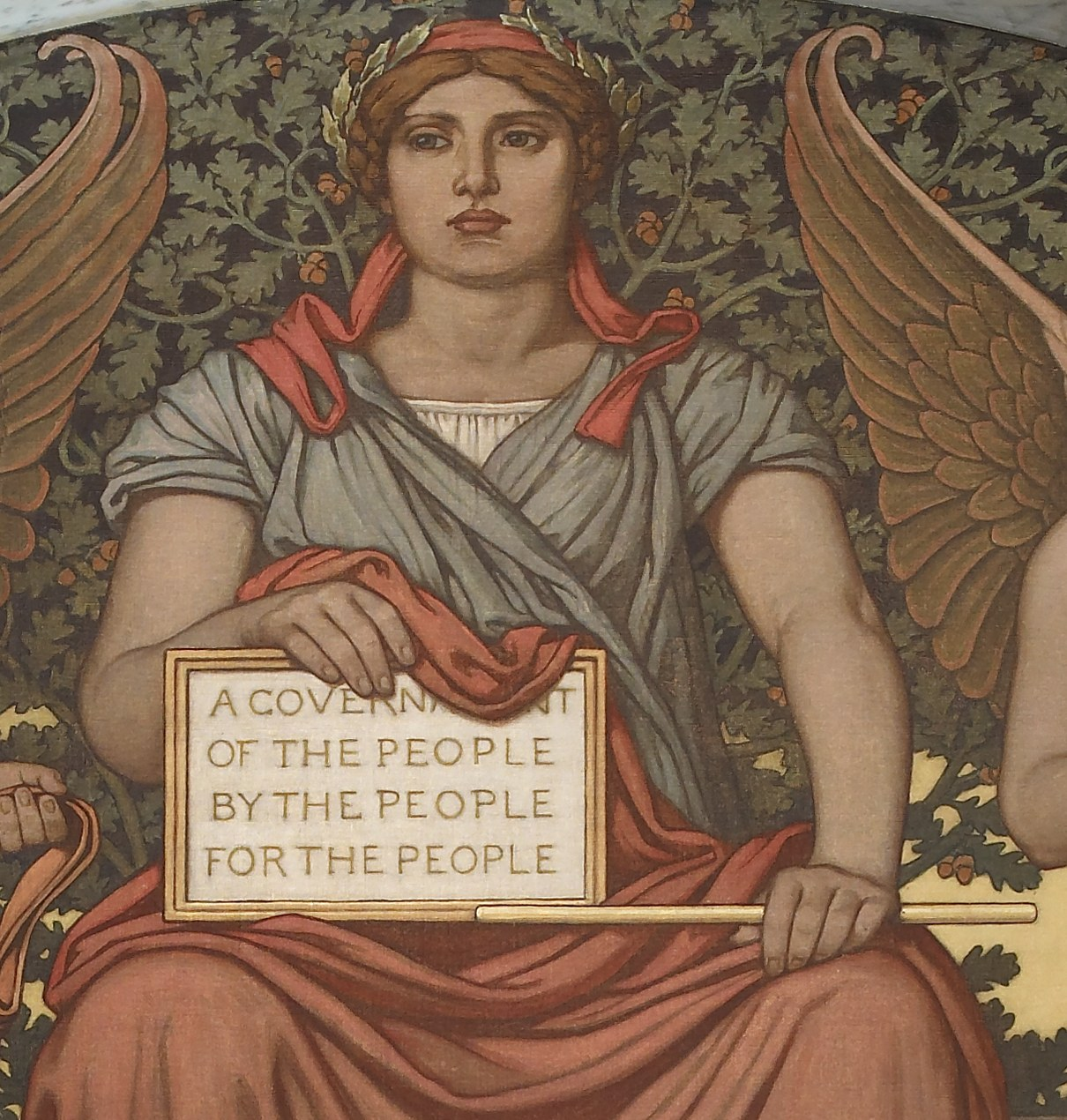
Dettaglio di Government, murale di Elihu Vedder: la donna raffigurata mantiene un libro, sulle cui pagine è riportata la famosa frase detta da Lincoln.

Numerose teorie sono state avanzate per spiegare la provenienza della famosa frase «[La democrazia è il] governo del popolo, dal popolo, per il popolo». Molte teorie sostengono che la frase fosse presente nel prologo della traduzione in inglese della Bibbia ad opera di John Wycliffe, nel 1384, ma non vi sono prove a sostegno.
Albert Shaw, nella sua pubblicazione A more probable origin of a famous Lincoln phrase, inserita nel The American Monthly Review of Reviews, attribuisce l'origine della frase agli scritti di William Herndon, il legale di Lincoln. Quest'ultimo scrisse infatti nel 1888 una biografia del Presidente, Abraham Lincoln: The True Story of A Great Life, dove riporta:
(Citazione da: William Herndon, Abraham Lincoln: The True Story of A Great Life)
Secondo Craig R. Smith, Lincoln trasse ispirazione per la frase dal dibattito Webster-Hayne, dove il senatore del Massachusetts Daniel Webster descrisse il governo federale come «fatto per il popolo, fatto dal popolo, e gestito dal popolo», tracciando la strada per la nota frase del Presidente. Webster mise in rilievo che «il governo è figlio della volontà popolare» e non dei «parlamenti statali», e che inoltre «se proprio va detta tutta la verità, il popolo lo ha fatto nascere, e sostenuto, al fine di imporre determinate restrizioni molto salutari sulla sovranità dello Stato».